# Don Taylor
Don Taylor (Freeport, 13 de desembre de 1920 − Los Angeles, 29 de desembre de 1998) va ser un actor i director de cinema estatunidenc, conegut principalment per les seves interpretacions en clàssics dels anys 1950 com Stalag 17 i El pare de la núvia, i pel seu treball al film de gènere negre de 1948 The Naked City.

## Carrera
Nascut a Freeport, Pennsilvània (Estats Units), Taylor va estudiar declamació i art dramàtic a la Universitat Estatal de Pennsilvània, viatjant a Hollywood el 1942. Allà va firmar contracte amb Metro-Goldwyn-Mayer i va actuar en petits papers.
Reclutat per les Forces Aèries de l'Exèrcit dels Estats Units (AAF) durant la Segona Guerra Mundial, va actuar a l'obra produïda per les Forces Aèries per al teatre i per al cinema Cita als cels apareixent en els crèdits com "Cpl. (Caporal) Don Taylor. "
Després del seu llicenciament, Taylor va ser elegit per interpretar un primer paper en de jove detectiu a The Naked City, filmada completament als carrers de Nova York. Després de Naked City, va encarnar el marit d'Elizabeth Taylor en les comèdies  El pare de la núvia  (1950) i Father's Little Dividend  (1951), protagonitzada per Spencer Tracy. El 1951 va interpretar a Vern "Cowboy" Blithe a Infern als núvols, i el 1953 va fer el paper clau del presoner Tinent Dunbar al film de Billy Wilder Stalag 17. També va destacar la seva actuació a The Men of Sherwood Forest  (1954). El seu últim paper cinematogràfic d'importància va tenir lloc a la pel·lícula I'll Cry Tomorrow (1955).
Des de finals dels anys cinquanta fins a la dècada de 1980, Taylor es va dedicar a la direcció de pel·lícules, i principalment als programes televisius, com la sèrie Steve Canyon, protagonitzada per Dean Fredericks. Un dels seus títols destacats va ser el musical de 1973 Tom Sawyer, la qual gaudia d'una banda sonora firmada pels germans Sherman, Robert B. Sherman i Richard M. Sherman. Altres pel·lícules dirigides per Taylor van ser Escape from the Planet of the Apes, Ecos d'un estiu, The Great Scout & Cathouse Thursday, L'illa del Dr. Moreau (1977, amb Burt Lancaster), Damien: Omen II (1978, amb William Holden), i El final del compte enrere (1980, amb Kirk Douglas).
De manera ocasional Taylor va actuar alhora que dirigia, cosa que per exemple va fer en episodis de la sèrie televisiva Burke's Law.

### Vida personal
Taylor es va casar dues vegades:
- La seva primera esposa va ser Phyllis Avery, amb qui es va casar el 1944, i de la que es va divorciar el 1955. El matrimoni va tenir dues filles, Anne i Avery.
- La seva segona dona va ser Hazel Court. El matrimoni es va celebrar el 1964 i va durar fins a la mort del cineasta. Van tenir un fill, Jonathan, i una filla, Courtney.

Don Taylor va morir el 1998 a Los Angeles, Califòrnia, a causa d'una fallada cardíaca. Acabava de complir els 78 anys. Va ser enterrat en el Cementeri Westwood Village Memorial Park de Los Angeles.

## Filmografia
| - 1962: Tierra brutal: Mike Summers - 1958: The Rifleman (sèrie TV) - 1959: Dennis the Menace (sèrie TV) - 1960: Full Speed for Anywhere (TV) - 1960: The Barbara Stanwyck Show (sèrie TV) - 1960: Hong Kong (sèrie TV) - 1961: The Dick Powell Show (sèrie TV) - 1961: Dr. Kildare (sèrie TV) - 1961: Everything's Ducky - 1962: Octavius and Me (TV) - 1963: Rockabye the Infantry (TV) - 1963: The Farmer's Daughter (sèrie TV) - 1963: Burke's Law (sèrie TV) - 1964: Ride the Wild Surf - 1966: Preview Tonight (sèrie TV) - 1967: The Flying Nun (sèrie TV) - 1967: Jack of Diamonds - 1968: It Takes a Thief (sèrie TV) - 1968: Something for a Lonely Man (TV) - 1969: L'exèrcit de cinc homes (Un Esercito di cinque uomini) - 1969: The Confessions of Marian Evans (TV) - 1970: Wild Women (TV) - 1971: Escape from the Planet of the Apes - 1971: Cannon (sèrie TV) - 1972: Heat of Anger (TV) - 1972: The Manhunter (TV) - 1973: Tom Sawyer - 1974: Night Games (TV) - 1974: Honky Tonk (TV) - 1976: Ecos d'un estiu - 1976: Great Scout and Cathouse Thursday - 1977: The Hemingway Play (TV) - 1977: A Circle of Children (TV) - 1977: L'illa del Dr. Moreau (The Island of Dr. Moreau) - 1978: La maledicció de Damien (Damien: Omen II) - 1979: The Gift (TV) - 1980: The Final Countdown - 1980: The Promise of Love (TV) - 1981: Broken Promise (TV) - 1981: Red Flag: The Ultimate Game (TV) - 1982: Drop-Out Father (TV) - 1983: Listen to Your Heart (TV) - 1983: Ghost Dancing (TV) - 1983: September Gun (TV) - 1984: He's Not Your Son (TV) - 1985: My Wicked, Wicked Ways... The Legend of Errol Flynn (TV) - 1985: Secret Weapons (TV) - 1985: Going for the Gold: The Bill Johnson Story (TV) - 1986: Classified Love (TV) - 1987: Ghost of a Chance (TV) - 1988: The Diamond Trap (TV) | - 1943: The Human Comedy: Soldat a l'estació de tren - 1943: Who's Superstitious?: Mariner - 1943: Salute to the Marines: Membre de l'equip de demolició - 1943: Swing Shift Maisie: Jove Pilot - 1943: Parade aux étoiles: Soldat a l'estació de tren - 1943: Girl Crazy: Noi - 1944: Winged Victory: Danny 'Pinkie' Scariano - 1947: Song of the Thin Man: Buddy Hollis - 1948: The Naked City: Detectiu Jimmy Halloran - 1948: For the Love of Mary: David Paxton - 1949: Ambush: Tinent Linus Delaney - 1949: Battleground: Soldat ras Standiferd - 1950: El pare de la núvia: Buckley Dunstan - 1951: Target Unknown: Tinent Frank Webster - 1951: Father's Little Dividend: Buckley Dunstan - 1951: Infern als núvols: Tinent Vern 'Cowboy' Blithe - 1951: The Blue Veil: Dr. Robert Palfrey - 1951: Submarine Command: Tinent Peter Morris - 1952: Japanese War Bride: Jim Sterling - 1953: The Girls of Pleasure Island: Tinent Gilmartin - 1953: Destination Gobi: Jenkins - 1953: Stalag 17: Tinent James Skylar Dunbar - 1954: Men of Sherwood Forest: Robin Hood - 1954: Johnny Dark de George Sherman: Duke Benson - 1955: I'll Cry Tomorrow: Wallie - 1956: The Bold and the Brave: Preacher - 1956: Ride the High Iron: Hugo Danielchik - 1957: Love Slaves of the Amazons: Dr. Peter Masters - 1986: Classified Love (TV) - 1985: My Wicked, Wicked Ways... The Legend of Errol Flynn (TV) - 1962: Octavius and Me (TV) - 1981: Broken Promise (TV) - 1983: Listen to Your Heart (TV) |